# Resolutie 2005 Veiligheidsraad Verenigde Naties
Resolutie 2005 van de Veiligheidsraad van de Verenigde Naties werd unaniem door de VN-Veiligheidsraad aangenomen op 14 september 2011 om het VN-kantoor in Sierra Leone met een jaar te verlengen.

## Achtergrond
In Sierra Leone waren jarenlang etnische spanningen tussen verschillende bevolkingsgroepen. In 1978 werd het een eenpartijstaat met een regering die gekenmerkt werd door corruptie en wanbeheer van onder meer de belangrijke diamantmijnen. Intussen was in buurland Liberia een bloedige burgeroorlog aan de gang, en in 1991 braken ook in Sierra Leone vijandelijkheden uit. In de volgende jaren kwamen twee achtereenvolgende militaire regimes aan de macht, waarvan vooral het laatste een schrikbewind voerde. Het werd eind 1998 met behulp van buitenlandse troepen verjaagd maar begon begin 1999 een bloedige terreurcampagne. Pas in 2002 kwam het tot een einde van de gevechten.

## Inhoud

### Waarnemingen
De secretaris-generaal beval een verlenging van het mandaat van het Geïntegreerd VN-vredeskantoor in Sierra Leone aan; om de overheid daar te blijven helpen met onder meer de verkiezingen in 2012. Die verkiezingen moesten goed verlopen zodat ze zouden bijdragen aan de ontwikkeling en stabiliteit van het land. Men hield er ook rekening mee dat de spanningen in de aanloop naar deze verkiezingen konden oplopen. Een plan van de politieke partijen uit 2009 om onder meer politiek geweld onder de jeugd te voorkomen en de inbreng van vrouwen te vergroten was nog steeds in uitvoering. Ook inspanningen om de greep van de overheid op de natuurlijke rijkdommen te vergroten en de corruptie te bestrijden gingen de goede kant op. Andere groeiende problemen waar aan gewerkt werd waren drugshandel, georganiseerde misdaad en jeugdwerkloosheid. Voorts verdienden ook het proces tegen voormalig president Charles Taylor en het indijken van de wapenstroom aandacht.

### Handelingen
Het mandaat van het UNIPSIL-kantoor werd verlengd tot 15 september 2012. De Sierra Leoonse overheid, de politieke partijen en andere betrokkenen werden opgeroepen bij te dragen aan een sfeer van tolerantie en vreedzame co-existentie. De overheid moest ook in dialoog treden om de prioriteiten en mijlpalen in de toekomst van het land te bepalen.

## Verwante resoluties
- Resolutie 1941 Veiligheidsraad Verenigde Naties (2010)
- Resolutie 1971 Veiligheidsraad Verenigde Naties
- Resolutie 2065 Veiligheidsraad Verenigde Naties (2012)
- Resolutie 2097 Veiligheidsraad Verenigde Naties (2013)

Lijst ·  1967 ·  1968 ·  1969 ·  1970 ·  1971 ·  1972 ·  1973 ·  1974 ·  1975 ·  1976 ·  1977 ·  1978 ·  1979 ·  1980 ·  1981 ·  1982 ·  1983 ·  1984 ·  1985 ·  1986 ·  1987 ·  1988 ·  1989 ·  1990 ·  1991 ·  1992 ·  1993 ·  1994 ·  1995 ·  1996 ·  1997 ·  1998 ·  1999 ·  2000 ·  2001 ·  2002 ·  2003 ·  2004 ·  2005 ·  2006 ·  2007 ·  2008 ·  2009 ·  2010 ·  2011 ·  2012 ·  2013 ·  2014 ·  2015 ·  2016 ·  2017 ·  2018 ·  2019 ·  2020 ·  2021 ·  2022 ·  2023 ·  2024 ·  2025 ·  2026 ·  2027 ·  2028 ·  2029 ·  2030 ·  2031 ·  2032